# Zelotes capiliae
Zelotes capiliae är en spindelart som beskrevs av Alberto Barrion och James A. Litsinger 1995. Zelotes capiliae ingår i släktet Zelotes och familjen plattbuksspindlar.
Artens utbredningsområde är Filippinerna. Inga underarter finns listade i Catalogue of Life.